# Mahinda Rajapaksa
Mahinda Rajapaksa (Weeraketiya (Hambantota), 18 december 1945) is een Sri Lankaans politicus namens de Sri Lanka Podujana Peramuna. Tussen november 2005 en januari 2015 was hij de zesde president van de Democratisch Socialistische Republiek van Sri Lanka. Ook diende hij driemaal als premier, waarvan meest recentelijk tussen november 2019 en mei 2022 onder het presidentschap van zijn broer Gotabaya Rajapaksa.

## Politieke carrière
Hij is geboren in de beruchte Rajapaksa-dynastie, en was van 1997 tot 2001 minister van Visserij en Waterwinning en werd in 2004 verkozen tot minister-president van de Sri Lankaanse regering. Tegelijkertijd was hij ook minister van Snelwegen. In november 2005 werd hij president van Sri Lanka nadat hij oud-premier Ranil Wickremesinghe bij de presidentsverkiezingen had weten te verslaan. Hij behield zijn functie als staatshoofd tot 2015.

### Presidentschap
Rajapaksa dankte veel van zijn populariteit als president aan het oplossen van de strijd tegen de Tamiltijgers. Hij kreeg gedaan dat de Verenigde Naties de Tamiltijgers in 2006 op de lijst van terroristische organisaties zetten. In 2007 heroverden zijn troepen de Oostelijke Provincie en in 2008 zegde hij formeel het in Oslo gesloten bestand op.
Daarna begon de eindstrijd om het noorden, de basis van de Tamiltijgers, waarbij meer dan honderdduizend burgers klem zaten tussen leger en rebellen. Met nietsontziend geweld dwong legerbevelhebber Sarath Fonseka de Tijgers op de knieën. Bij de vervroegde presidentsverkiezingen in 2010 stonden generaal Fonseka en president Rajapaksa tegenover elkaar als trotse overwinnaars, waarbij Rajapaksa met een ruime meerderheid herkozen werd.
Rajapaksa's beleid werd hevig bekritiseerd door de oppositie, die hem beschuldigde van machtsmisbruik en corruptie. De journalist Lasantha Wickramatunga, hoofdredacteur van The Sunday Leader, was een van diens critici. Toen deze - net als enkele voorgangers - werd vermoord, nam de kritiek op zijn beleid alsmaar toe.
Rajapaksa stelde zich in 2015 herkiesbaar voor een derde ambtstermijn, maar verloor de presidentsverkiezingen van Maithripala Sirisena.

### Crisis
Op 26 oktober 2018 werd Rajapaksa opnieuw aangesteld als premier van het land, als opvolger van de weggestuurde Ranil Wickremesinghe. De legitimiteit van deze benoeming werd betwist; Rajapaksa weigerde ondanks twee aangenomen moties van wantrouwen op te stappen en op 3 december 2018 verbood een Sri Lankaanse rechtbank hem in een voorlopige voorziening voorlopig zijn functie uit te oefenen. Op 15 december 2018 werd zijn voorganger Wickremesinghe opnieuw tot premier benoemd.
In november 2019 kwam het premierschap van Sri Lanka alsnog terug in handen van Rajapaksa. Hij werd benoemd door zijn jongere broer Gotabaya Rajapaksa, die kort daarvoor verkozen was tot president.

### Economische crisis en aftreden
Mahinda Rajapaksa nam ontslag als premier in mei 2022 vanwege de aanhoudende economische crisis en onrust in het land. Ranil Wickremesinghe werd andermaal zijn opvolger. In juli 2022 ontvluchtte zijn broer, president Gotabaya Rajapaksa, het land.